# Tomopterna delalandii
Tomopterna delalandii (tên tiếng Anh: Delalande's Sand Frog) là một loài ếch trong họ Ranidae. Chúng là loài đặc hữu của Nam Phi.
Các môi trường sống tự nhiên của chúng là vùng cây bụi ôn đới, vùng cây bụi khô khu vực nhiệt đới hoặc cận nhiệt đới, thảm cây bụi kiểu Địa Trung Hải, đầm nước, đầm nước ngọt có nước theo mùa, đất canh tác, vùng đồng cỏ, khu vực trữ nước, ao, và kênh đào và mương rãnh. Loài này đang bị đe dọa do mất môi trường sống.